# Zimbor, Sălaj
Zimbor (în maghiară Magyarzsombor) este satul de reședință al comunei cu același nume din județul Sălaj, Transilvania, România.

## Așezarea geografică
În județul Sălaj, Depresiunea Almașului.
Vecini: NV: Sinmihaiu-Almasului;
	NE: Hida;
	SE: judetul Cluj;
	SV: Cuzaplac.
Cu un teritoriu administrativ in suprafata de 74.80 km2, reprezinta teritoriul intravilan, iar 71.60 km2 reprezinta teritoriul extravilan.
Din punct de vedere administrativ, are in componenta sa 5 localitati: Zimbor-sat resedinta de comuna situat la distanta de 38 de km fata de municipiul Zalau, Chendremal, Dolu, Sutoru, Sincraiu-Almasului.
La ultimul recensamant efectuat in anul 2002 populatia comunei se ridica la 1306 locuitori, existand 971 de gospodarii si 624 de locuinte.
Structura etnica a populatiei reprezinta urmatoarea situatie: 94.41% romani, 2.48% maghiari; 2.87%rromi, 0.24% alte nationalitati.
Economia comunei este una predominant agricola.

## Relieful
Unitatea de relief in care se incadreaza satele comunei Zimbor este Depresiunea Almas-Agrij. Depresiunile au o larga raspandire in limitele judetului Salaj si constituie importante regiuni agricole. Depresiunea Almas-Agrij constituie un vechi golf, umplut cu sedimente tertiare, in care s-au adancit cele doua vai paralele: Almasul si Agrijul. In prima faza s-a format Almasul, care a colectat intreaga retea de rauri coborate din culmea Mesesului, iat intr-o faza ulterioara prin captare succesiva a afluentilor Almasului s-a format cursul Agrijului, ducand in final la sculptarea a doua depresiuni ingemanate, Almas si Agrij. Cumpana de ape dintre cele doua bazine se mentine la altitudini de peste 400 metri si prezinta numeroase inseuari, marturii ale remanierilor succesive ale retelei hidrografice. Depresiunea Almas-Agrij reprezinta compartimentul vestic al Platformei Somesene sudice. Din punct de vedere geologic predomina marne, argile, nisipuri si conglomerate slab cimentate ce alterneaza roca cu gresii mai dure si cu calcare, acestea din urma intalnindu-se mai ales in dreapta Vaii Almasului.
Teritoriul comunei Zimbor se afla situat in zona depresionara a vaii Almasului, cu altitudini maxime cuprinse intre 265 si 375 m. Aceasta vale traverseaza teritoriul comunei adunand apele din bazinul hidrografic al vaii Sancraiului, care se varsa in Almas in amonte de Sutor, dupa ce pe traseu mai primeste o serie de afluenti marunti si torenti.

## Imagini

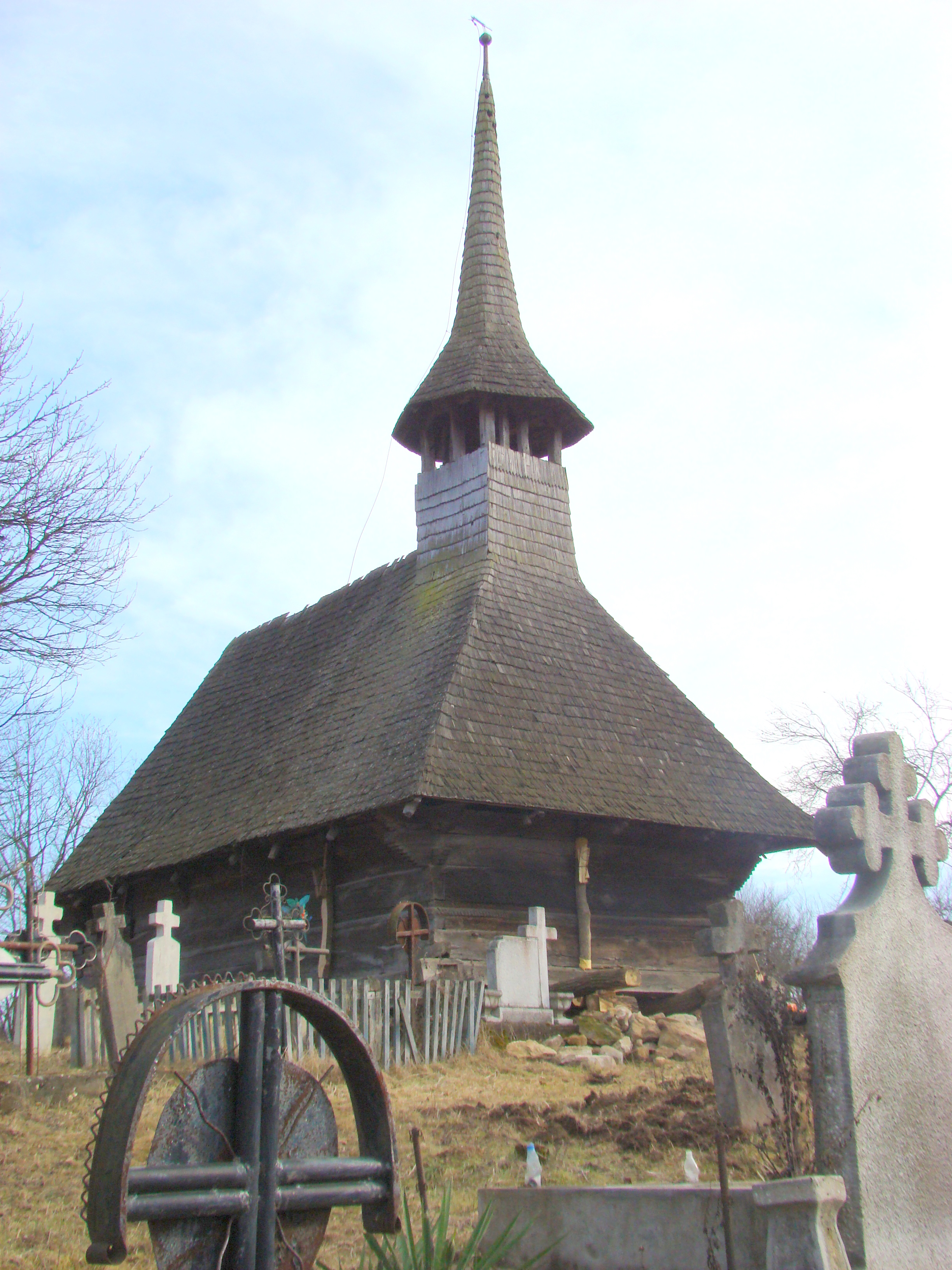
Biserica de lemn Adormirea Maicii Domnului (1643)
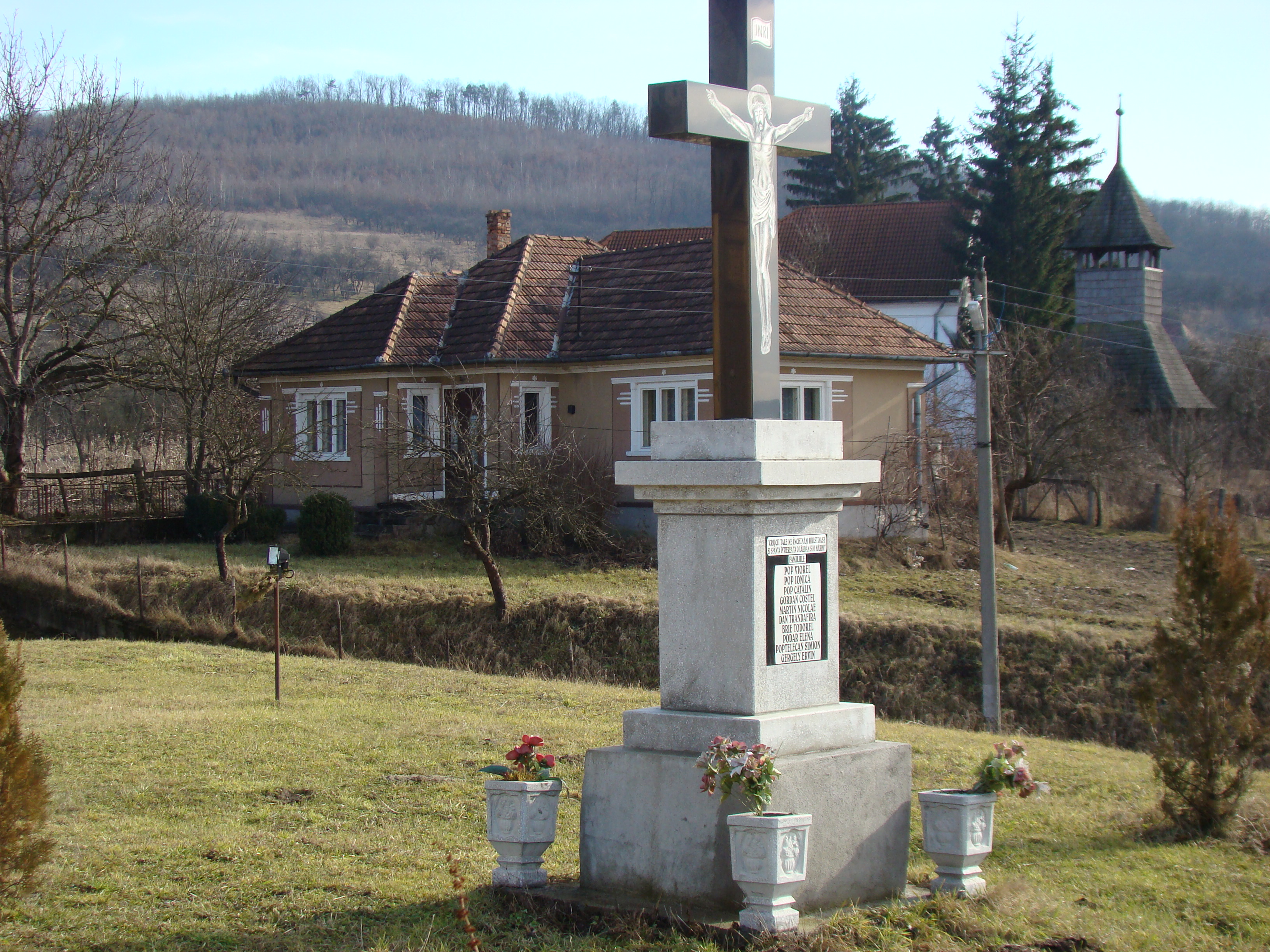
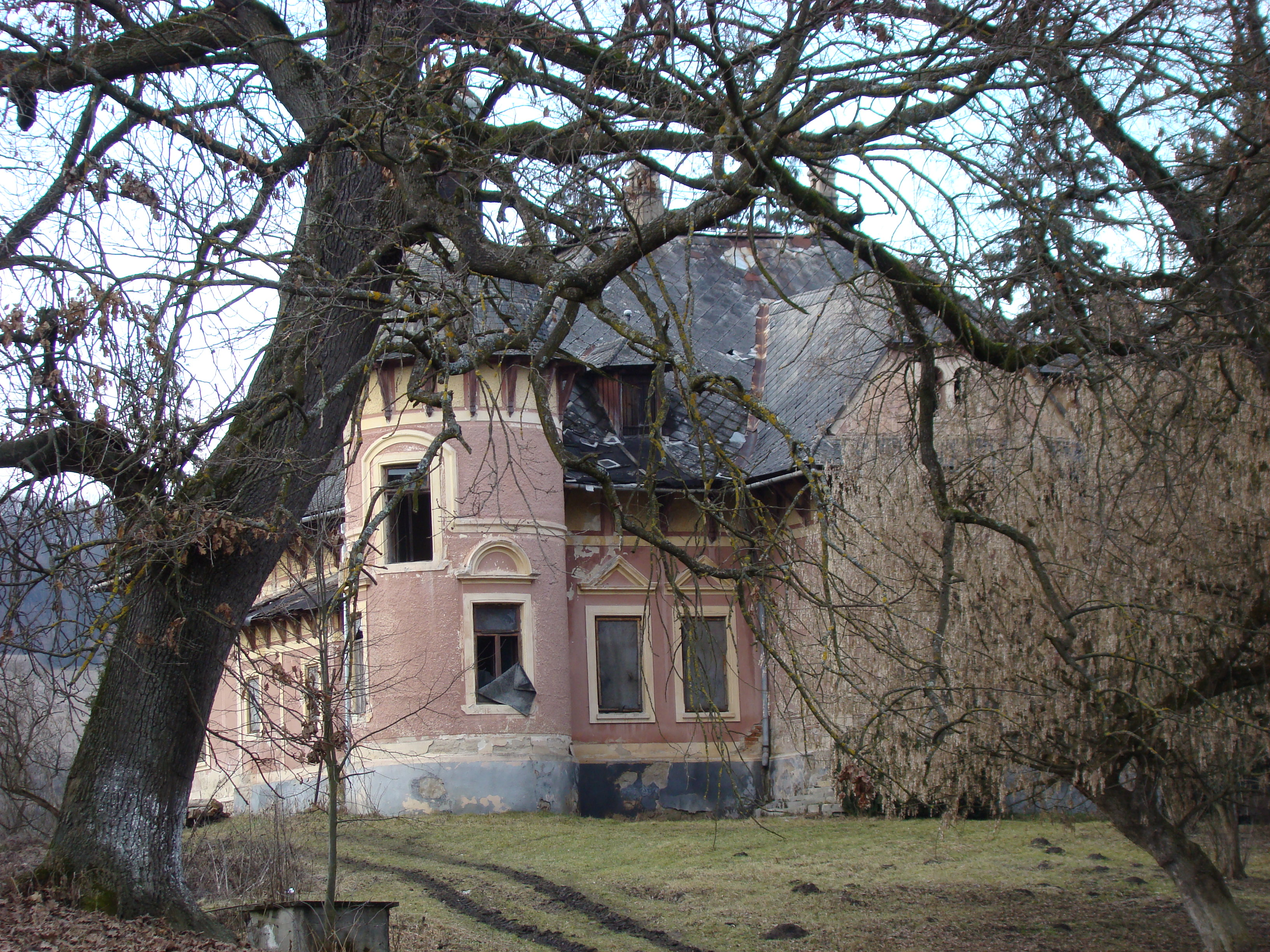
Conacul Zsombory (monument istoric)
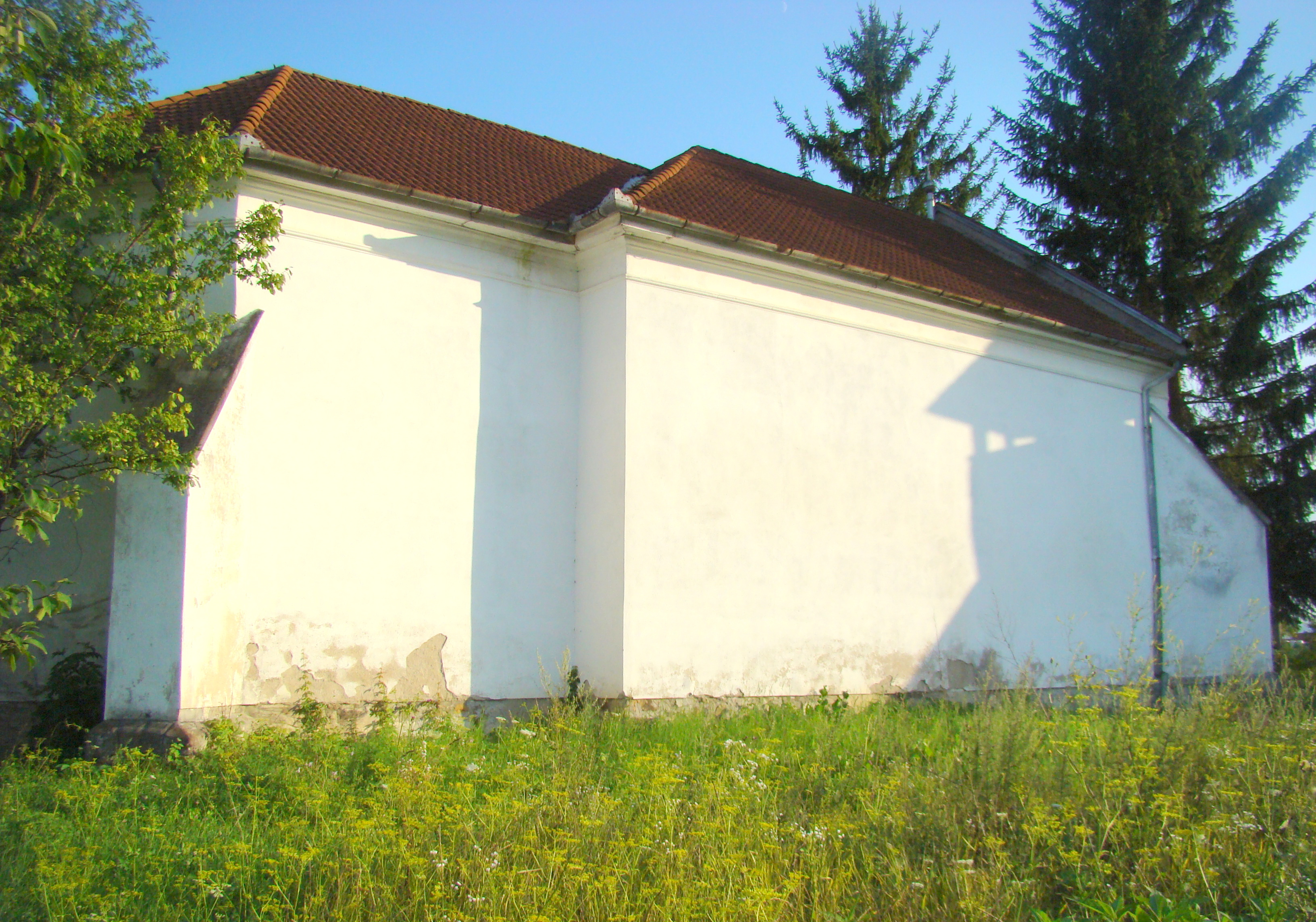
Biserica reformată din Zimbor (monument istoric)
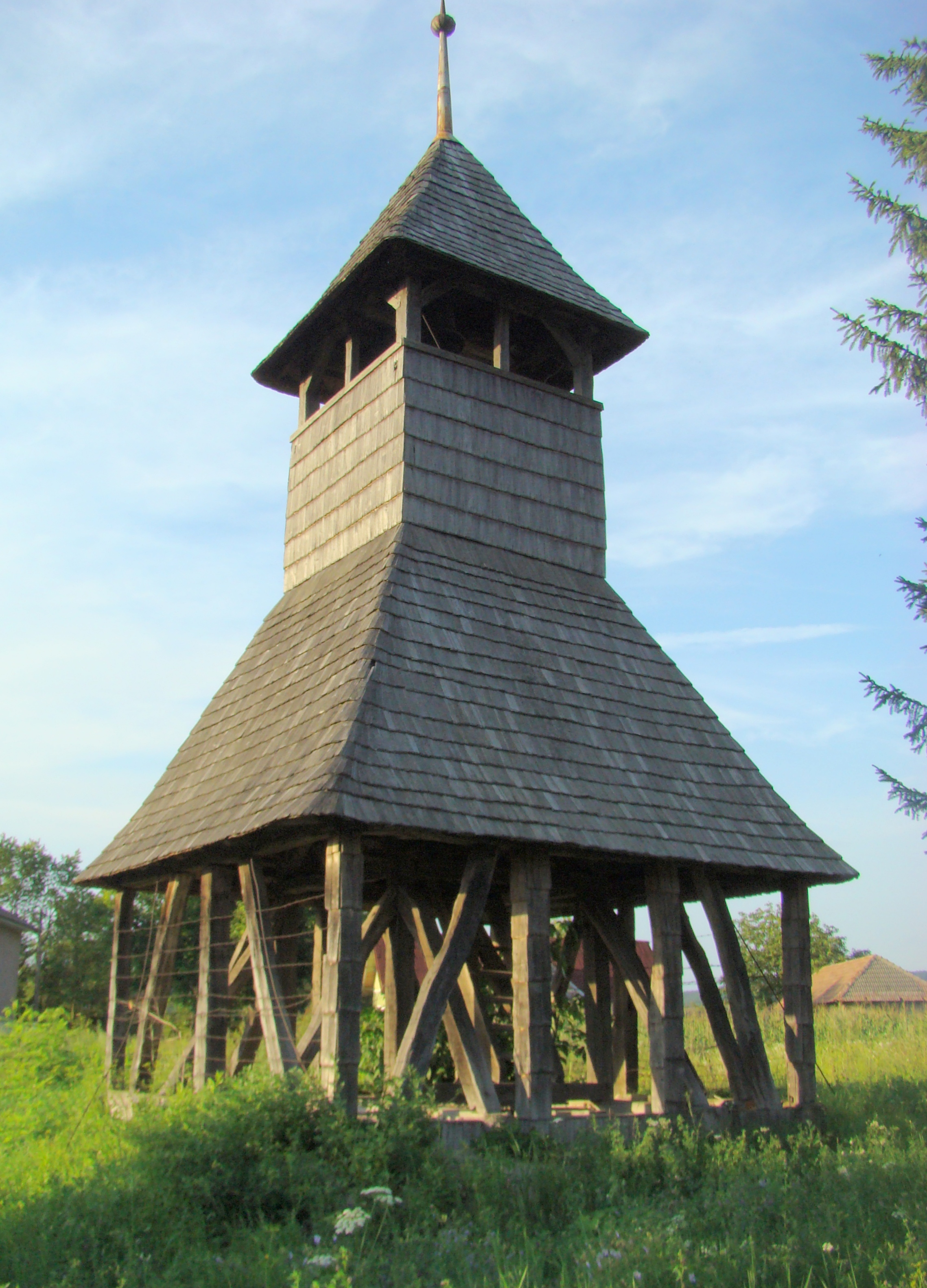
Clopotnița bisericii reformate (monument istoric)
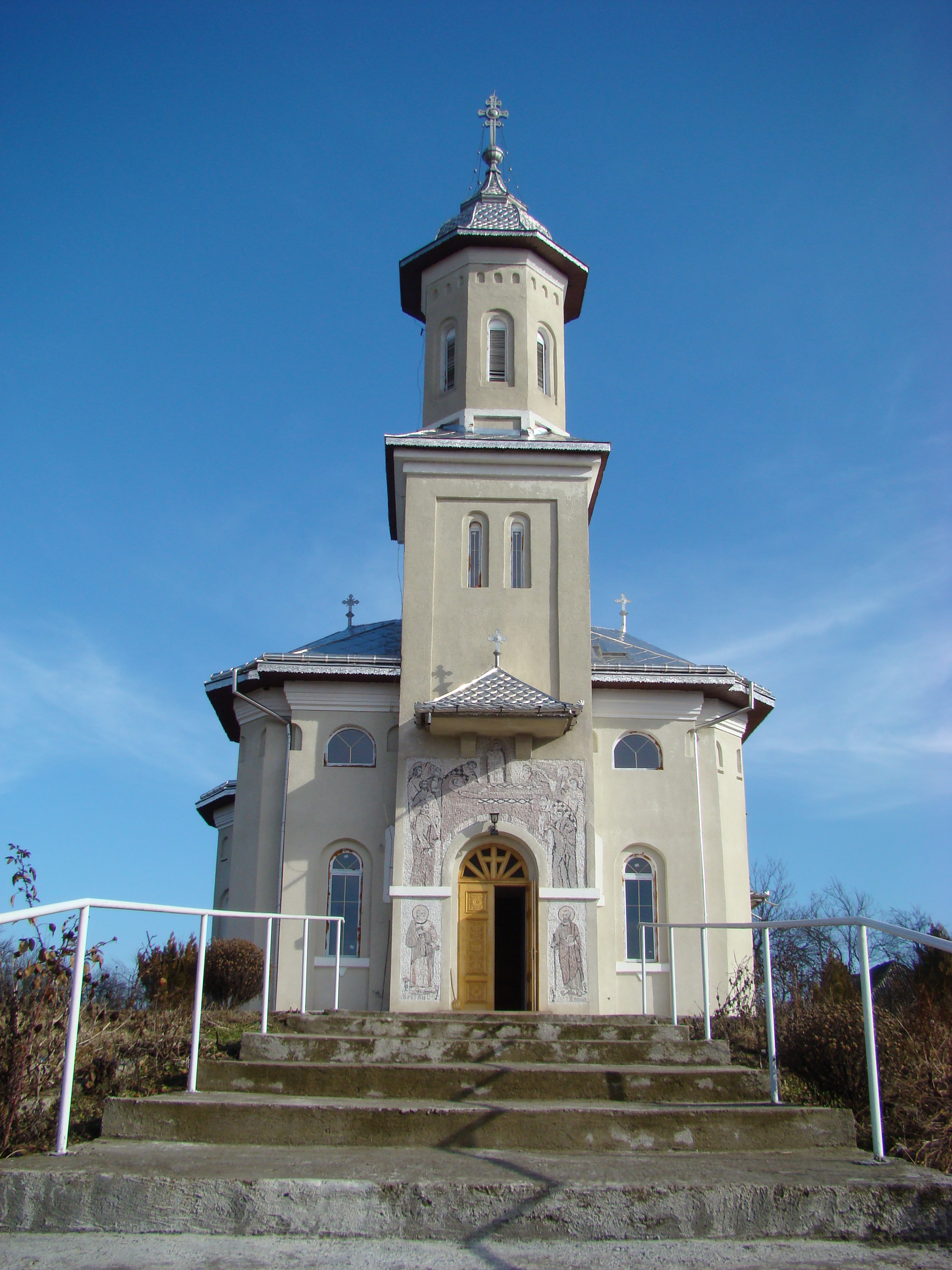
Biserica ortodoxă din Zimbor, construită în 1939
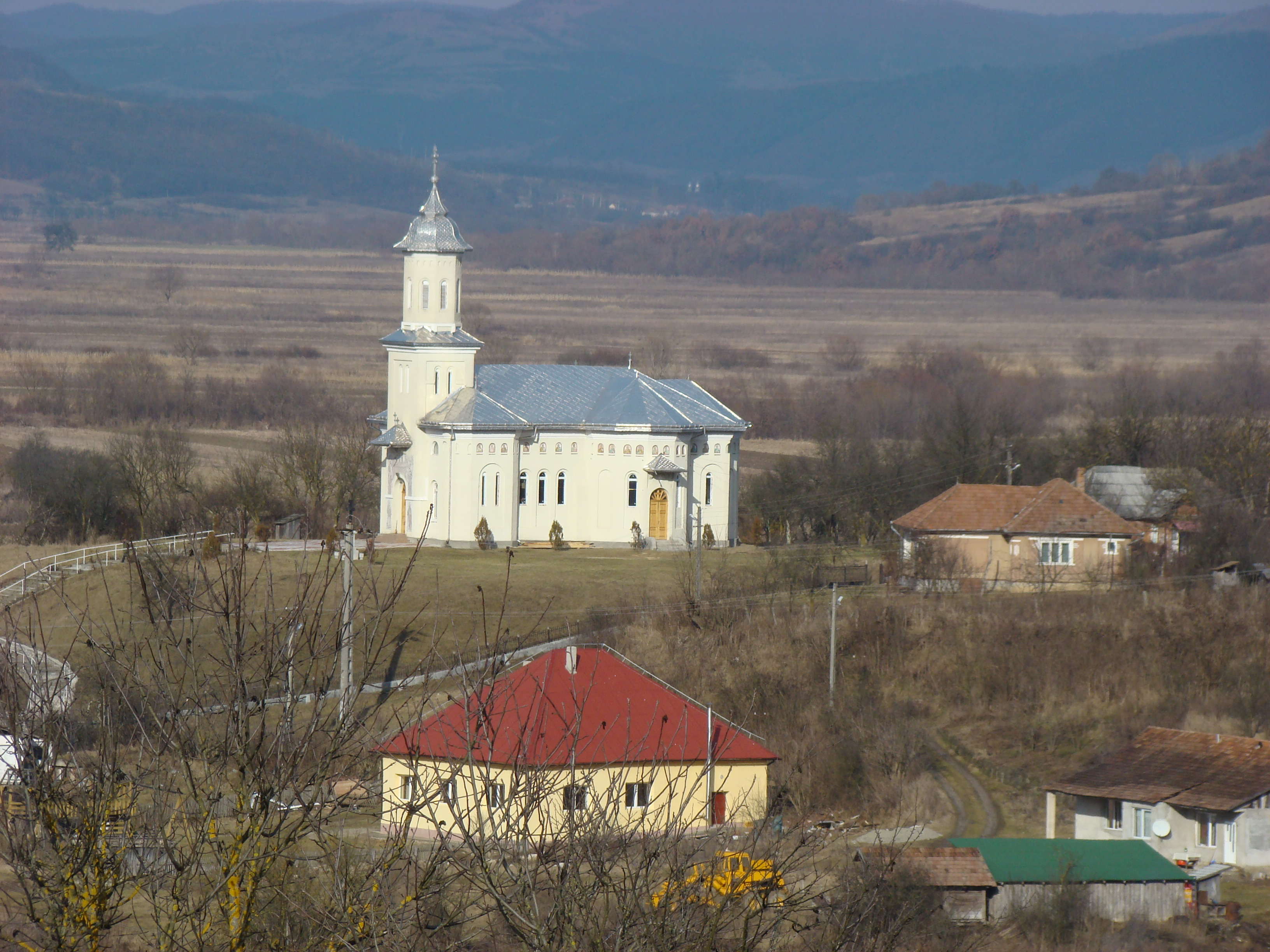
Biserica ortodoxă de zid cu hramul „Adormirea Maicii Domnului”
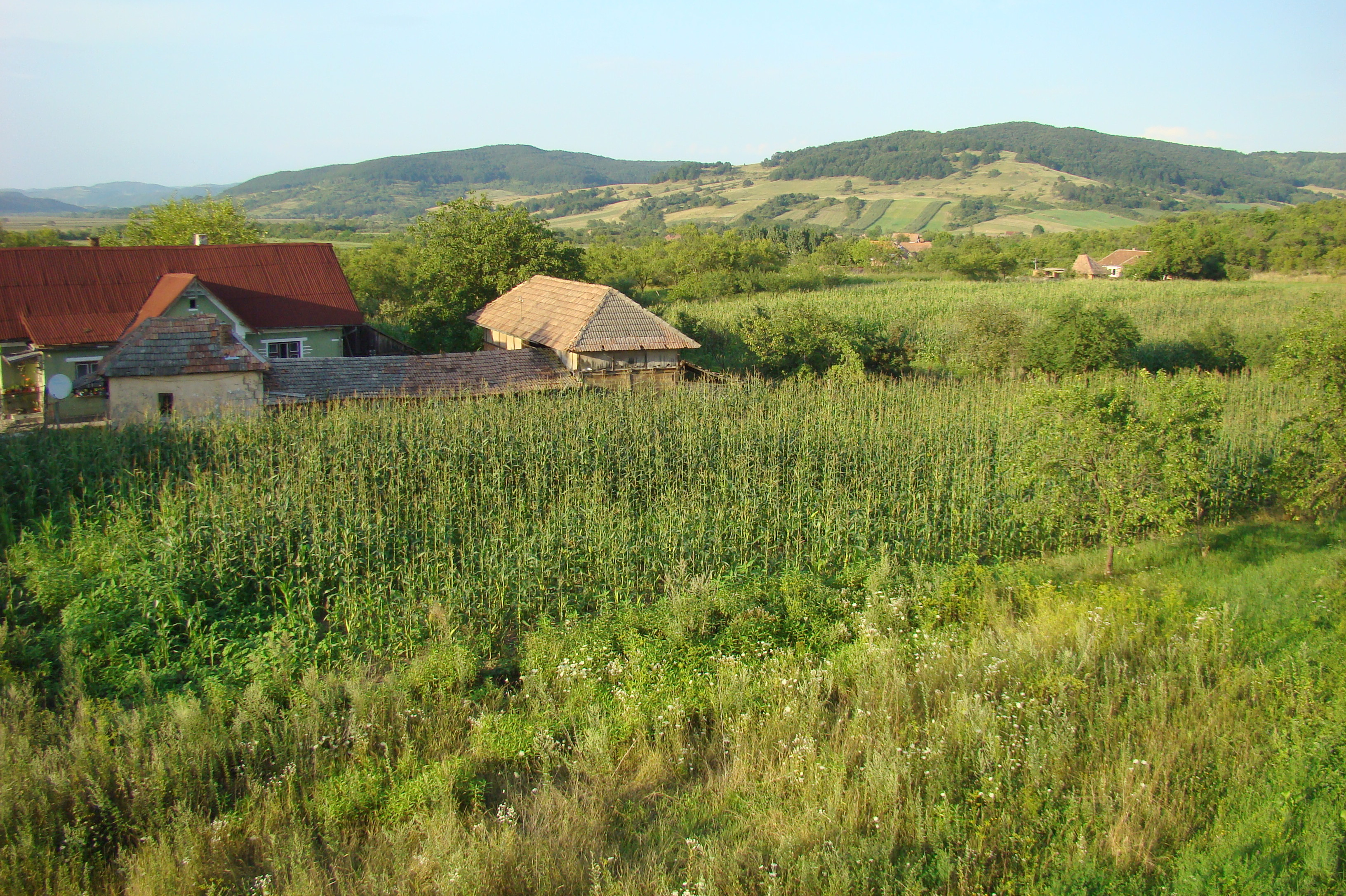